# Spjutskråp
Spjutskråp (Petasites spurius) är en art i familjen korgblommiga växter. 
I Sverige är den sällsynt men håller på att bli vanligare. Den finns vid sandiga stränder, framför allt vid havet, i Skåne, Öland och Gotland.   
Blommorna är gula. Unga blad är tätt täckta av vita hår runtom så att de känns som filt. Äldre blad har filtig hårbekädnad endast på undersidan. 